# Bedekte kathaai
De bedekte kathaai (Scyliorhinus torazame) is een vissensoort uit de familie van de kathaaien (Scyliorhinidae). De wetenschappelijke naam van de soort is voor het eerst geldig gepubliceerd in 1908 door Tanaka.